# 企业队

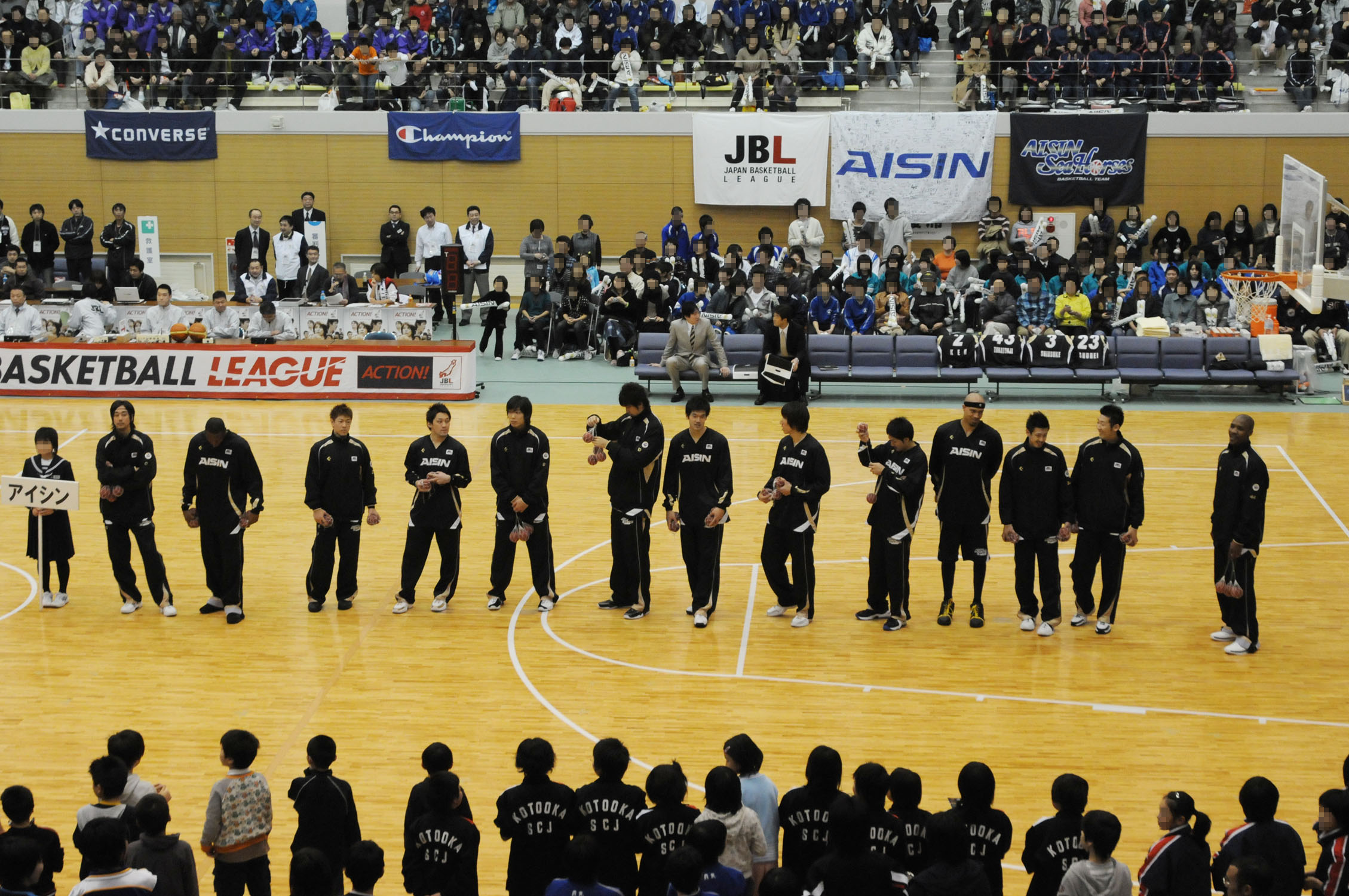
日本愛信精機企业队

企业队（英文：works team，日语：実業団）指企业员工组成的体育团队或俱乐部，有时用于参加比赛。在日本、西方比较流行。